# 고제석
고제석(高提昔, ?~?)은 고구려 유민이다.

## 생애
그녀는 국내성인(國內城人)이라고 하며, 그녀의 증조는 고구려에서 대상(大相)을 지낸 복인(伏仁)으로서 과 수경성도사(水境城道使), 요동성 대수령(遼東城大首領)을 지냈다.
그녀의 고지우(高支于)는 645년에서 648년 사이에 당에 귀부한 것으로 추정되며, 아버지 고문협(高文恊)은 당나라에서 선위장군(宣威將軍) 등을 지냈다.
그녀는 고문협의 장녀로서 고구려 천씨(泉氏) 사람과 혼인했으며, 혼인한지 얼마 안 되어 갑자기 사망했다고 한다.